# 拉皮茲 (紐約州)
拉皮茲（英語：Rapids）是位於美國紐約州尼亞加拉縣的普查規定居民點。

## 人口
根據2020年美國人口普查的數據，拉皮茲的面積為9.44平方千米，皆為陸地。當地共有人口1584人，而人口密度為每平方千米167.8人。